# John Diefenbaker
John George Diefenbaker (Neustadt, 18 de septiembre de 1895-Ottawa, 16 de agosto de 1979) fue un abogado y político canadiense que ejerció como primer ministro de Canadá de 1957 a 1963.
Nacido en el pequeño pueblo de Neustadt, ubicado en el sudoeste de Ontario, Diefenbaker y su familia migraron al oeste de Canadá cuando él era solo un niño, asentándose en lo que se converitiría en la provincia de Saskatchewan. Allí creció y desde pequeño se interesó en la política. Luego de luchar en la Primera Guerra Mundial, Diefenbaker regresó a Canadá y se convirtió en un respetado abogado defensor. Se unió al Partido Conservador e intentó ser electo al parlamento canadiense a través de las décadas de 1920 y 1930, pero no lo conseguiría hasta las elecciones de 1940.
Diefenbaker se candidató múltiples veces al liderazgo del partido, consiguiéndolo en 1956, en su tercer intento. En 1957 derrotó al primer ministro liberal Louis St. Laurent, lo que significó la primera victoria de los conservadores en casi tres décadas. Al año siguiente, ya como primer ministro y con el objetivo de expandir su control legislativo, Diefenbaker convocó una elección anticipada que resultó en una victoria mucho más aplastante que la anterior.
Como primer ministro Diefenbaker designó a la primera ministra mujer en la historia de Canadá (Ellen Fairclough) y al primer senador de origen indígena (James Gladstone). Su gobierno promulgó la Declaración Canadiense de Derechos; otorgó el sufragio a las Naciones Originarias y a los Inuit; eliminó la discriminación racial existente hasta ese entonces en la política de inmigración y canceló el proyecto Avro Arrow. En materia de relaciones exteriores, su fuerte oposición al apartheid aseguró que Sudáfrica fuera expulsada de la Mancomunidad de Naciones, pero su indecisión sobre si aceptar o no los misiles nucleares Bomarc de Estados Unidos llevó a la caída de su gobierno.
Los conservadores ganaron un gobierno en minoría en las elecciones de 1962, lo que llevó a una total derrota el año siguiente. Diefenbaker se mantuvo como líder de los conservadores, pasando a ser líder de la oposición. En 1965 trató de vencer al primer ministro Lester B. Pearson en una revancha, pero nuevamente llevó a los conservadores a la derrota, lo que hizo que el partido lo echara del liderazgo en 1967. Diefenbaker se quedó en el parlamento hasta su muerte en 1979.